# Ammar al-Baluchi

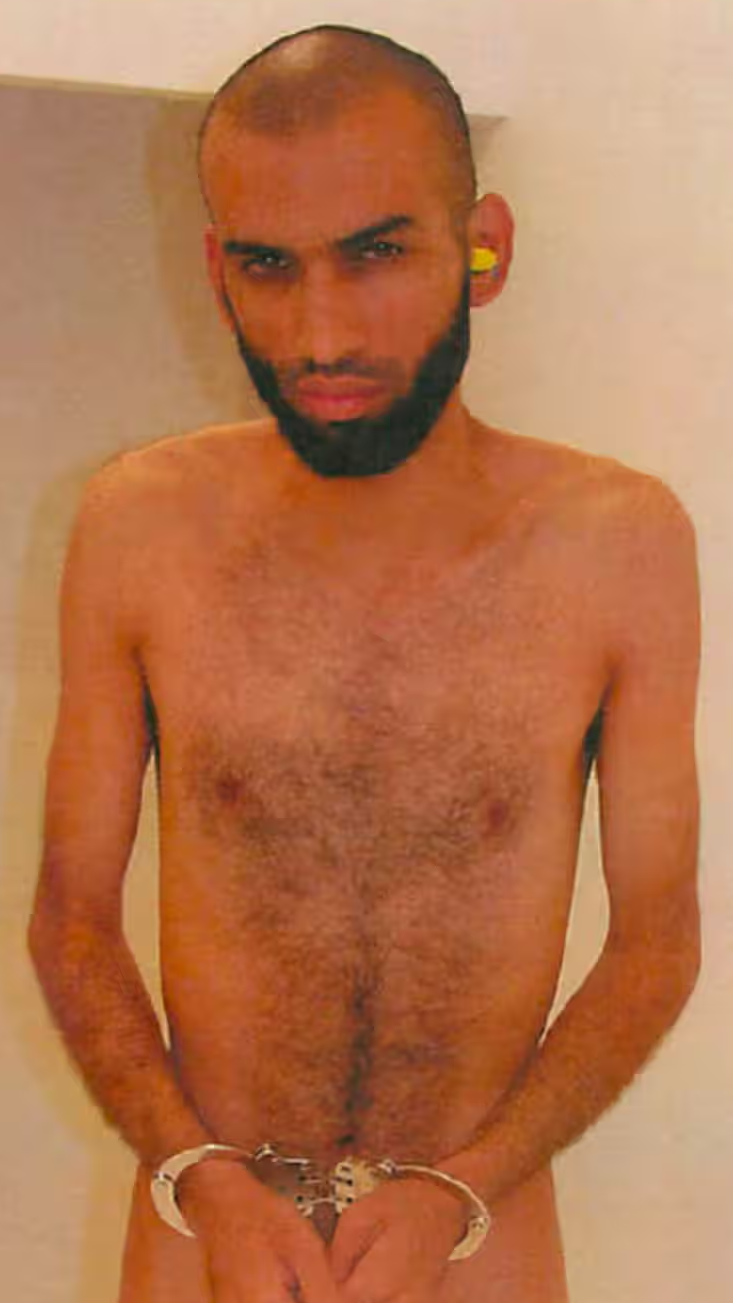
al-Baluchi circa 2004

Ammar al-Baluchi (arabiska: عمار البلوشية), också känd som Amar al-Balochi, och Ali Abdul Aziz Ali, eller Ali Abd al-Aziz Ali, född 29 augusti 1977 i Kuwait, är en pakistansk man som står anklagad för att ha medverkat i terrorattackerna den 11 september 2001 och som av den anledningen hotas av dödsstraff. Anklagelsen gäller att merparten av de pengar som överfördes till kaparna från Förenade arabemiraten transfererades genom Baluchi och Mustafa al-Hawsawi.

## Flytten till Guantanamo Bay
Den 6 september 2006 överfördes Baluchi från sin black site till Guantanamo Bay detention camp tillsammans med 13 andra "fångar av högt värde" och gavs det interna fångnumret 10018.